# Desmiphora santossilvai
Desmiphora santossilvai är en skalbaggsart som beskrevs av Maria Helena M. Galileo och Martins 2003. Desmiphora santossilvai ingår i släktet Desmiphora och familjen långhorningar. Inga underarter finns listade i Catalogue of Life.